# 拉安戈斯圖拉 (聖克魯斯省)
拉安戈斯圖拉是玻利維亞的城鎮，位於該國東南部，由聖克魯斯省負責管轄，距離首府聖克魯斯46公里，海拔高度640米，每年平均降雨量約950毫米，2009年人口2,052。
18°09′45″S 63°30′21″W / 18.1625°S 63.5058°W